# Sarstoon
Sarstoon River (španělsky Rio Sarstún) je řeka ve Střední Americe. Je dlouhá 111 km a její povodí má rozlohu 2303 km². Pramení v pohoří Sierra de Santa Cruz nedaleko města Chahal v guatemalském departementu Alta Verapaz. Na dolním toku řeka tvoří státní hranici mezi Guatemalou (departement Izabal) a Belize (distrikt Toledo). Vlévá se do Honduraského zálivu Karibského moře poblíž přístavu Livingston. Nedaleko ústí se na řece nachází stejnojmenný ostrov o rozloze 0,68 km², který je neobydlený a porostlý mangrovy. 
Hranice na řece Sarstoon je předmětem konfliktů, neboť v roce 1999 vznesla Guatemala nárok na území mezi Sarstoonem a severnější řekou Sibun. V květnu 2019 došlo k incidentu mezi pohraničníky obou zemí, obyvatelé Belize pak v referendu schválili předání pohraničního sporu Mezinárodnímu soudnímu dvoru
V roce 1994 byl vládou Belize v povodí řeky vyhlášen národní park Sarstoon-Temash. V regionu se nacházejí ložiska ropy, jejíž těžba by ohrozila vesnice domorodců.
Sarstoon spolu s řekou Hondo je zmíněn ve státní hymně Belize.